# Монфорте д'Алба
Монфорте д'Алба (итал. Monforte d'Alba) је насеље у Италији у округу Кунео, региону Пијемонт.
Према процени из 2011. у насељу је живело 1010 становника. Насеље се налази на надморској висини од 471 м.

## Становништво
Према резултатима пописа становништва 2011. у општини је живело 2.042 становника.
| 1936. | 1951. | 1961. | 1971. | 1981. | 1991. | 2001. | 2011. |
| ----- | ----- | ----- | ----- | ----- | ----- | ----- | ----- |
| 3.498 | 3.041 | 2.541 | 2.425 | 2.140 | 1.968 | 1.917 | 2.042 |